# Movimento Unionista do Norte da Somália
O Movimento Unionista do Norte da Somália é uma organização nacionalista somali.
Os membros e partidários do Movimento Unionista do Norte da Somália são oriundos principalmente das regiões setentrionais somalis de Sool, Sanaag e Cayn (SSC), áreas que faziam parte do protetorado britânico da Somalilândia durante o período colonial e do Sultanato de Warsangali antes disso. 
O Movimento Unionista do Norte da Somália afirma defender a promoção da paz, reconciliação e união entre todos os povos da Somália. A organização não reconhece a independência da Somalilândia, uma república autodeclarada que é reconhecida internacionalmente como uma região autônoma da Somália.  O movimento também se opõe à ocupação da província de Sool em 2007 pelas tropas da Somalilândia. 
Os militantes do grupo estiveram envolvidos nos confrontos ocorridos em Ayn em 2010 com as forças conjuntas da Etiópia e da Somalilândia perto de Widwid, na região de Cayn, na Somália.
O Movimento Unionista do Norte da Somália está quase exclusivamente baseado na diáspora. Sua influência no norte da Somália é, no entanto, muito limitada e não tem presença visível nas regiões do SSC.